# Dionisi Garcia i Guillamon
Dionisi Eugeni Garcia i Guillamon (Puertomingalvo, província de Terol, 8 d'abril de 1946 - Tortosa, 25 de setembre de 2018) va ser un sindicalista i polític català d'origen aragonès instal·lat a Tortosa des de petit.

## Biografia
El 1952, amb sis anys, es traslladà amb la seva família a Tortosa, on va treballar d'ebenista en una fàbrica de moble artesà. El 1976 es va afiliar a la UGT de Catalunya i el 1977 en va fundar la secció tortosina, i n'ha ocupat els càrrecs de secretari general de la comarcal de la construcció al Baix Ebre-Montsià (1980-1982) i després de la territorial.
Fou elegit diputat per la circumscripció de Tarragona a les eleccions al Parlament de Catalunya de 1984 i 1988 en les llistes del PSC-PSOE, al que s'afilià en 1976. Ha estat membre de la Comissió de Política Social del Parlament de Catalunya del 1984 al 1992. Posteriorment continuà la seva activitat sindical.